# Olej morelowy
Olej morelowy – rzadki, jasny olej roślinny, pachnący marcepanem, otrzymywany z wyciskania lub „wyciągania” pestek moreli (Prunus armeniaca).
Olej z pestek moreli bardzo rzadko oferowany jest w sprzedaży jako olej tłoczony na zimno, najczęściej spotykaną wersją jest wersja rafinowana.
| Pochodzenie:                 | Południowa Europa |
| Skład:                       | zawiera ok. 65% kwasu oleinowego, ok. 30% kwasu linolowego, kwas palmitynowy, posiada śladowe ilości witaminy: A, B, E oraz składniki mineralne. |
| Kategoria:                   | olej półschnący |
| Ważność:                     | po otworzeniu ok. 4-6 miesięcy |
| Wytrzymałość na temperatury: | nie ogrzewać powyżej 65 °C |
| Zastosowanie                 | Stosowany w przemyśle kosmetycznym jako czysty olejek do ciała lub do masażu (poprawia napięcie skóry), również jako dodatek w olejkach do kąpieli (szczególnie dla dzieci). Polecany dla skóry mieszanej, wrażliwej, suchej, szorstkiej i popękanej. Wykazuje działanie "odbudowujące", utrzymuje nawilżenie skóry. |